# Вижай (приток Вильвы)
Вижа́й — река в Пермском крае, левый приток Вильвы. Начинается на востоке края, западнее долины Койвы и впадает в Вильву в 28 км от её устья.
Длина — 125 км, общая площадь водосбора — 1080 км², средняя высота водосбора — 375 м. Средний уклон — 2,2 м/км.
Вскрывается ото льда в самом конце апреля — начале мая.

## Притоки
- 38 км: Тесовая (пр)
- 49 км: Пашийка (пр)
- 58 км: Рассольная (пр)
- 97 км: Песчанка (пр)
- 108 км: Нижняя Северная Рассоха (пр)
- 113 км: Средняя Северная Рассоха (пр)
- Верхняя Северная Рассоха (пр)

## Водный туризм
Вижай — популярная река для майского сплава. Категория — II, сплавляются в основном на байдарках и катамаранах.
Препятствия:
- порог
- Пашийский прижим